# نوبویوکی ناکاجیما
نوبویوکی ناکاجیما (انگلیسی: Nobuyuki Nakajima؛ زادهٔ ۳۱ ژوئیهٔ ۱۹۶۹) آهنگساز، و نوازنده پیانو اهل ژاپن است.